# Jens Eriksson
Jens Eriksson (* 4. April 1987) ist ein ehemaliger schwedischer Skilangläufer.

## Werdegang
Eriksson trat von 2004 bis 2019 bei Wettbewerben der FIS an. Sein erstes Rennen im Weltcup lief er im Januar 2010 in Otepää, welches er mit dem 25. Platz über 15 km klassisch beendete und damit auch seine ersten Weltcuppunkte holen konnte. Im Januar 2011 in Otepää erreichte er mit dem zehnten Platz im Sprint sein bis dahin bestes Weltcupeinzelergebnis. Bei den schwedischen Skilanglaufmeisterschaften 2012 holte er dreimal Bronze. Bei den nordischen Skiweltmeisterschaften 2013 im Val di Fiemme belegte er den 20. Platz im Sprint. Silber gewann er im Sprint bei den schwedischen Skilanglaufmeisterschaften 2013 in Falun. Im März 2013 wurde er Dritter beim Årefjällsloppet. Die Tour de Ski 2013/14 beendete er auf dem 29. Rang. Dabei belegte er beim Sprint in Oberhof den vierten Platz und erreichte damit sein bestes Ergebnis im Weltcup. Bei den schwedischen Skilanglaufmeisterschaften 2014 gewann er Gold über 50 km klassisch und Silber im Sprint. Die Saison 2013/14 beendete er auf dem 52. Platz in der Weltcupgesamtwertung und dem 33. Rang in der Sprintwertung. Von 2016 bis zu seinem Karriereende im Jahr 2019 nahm er an Skimarathonrennen teil. Dabei wurde er im Januar 2017 Zweiter beim Vasaloppet China.

## Weltcup-Statistik
Die Tabelle zeigt die erreichten Platzierungen im Einzelnen.
- 1.–3. Platz: Anzahl der Podiumsplatzierungen
- Top 10: Anzahl der Platzierungen unter den ersten zehn
- Punkteränge: Anzahl der Platzierungen innerhalb der Punkteränge
- Starts: Anzahl gelaufener Rennen in der jeweiligen Disziplin
- Hinweis: Bei den Distanzrennen erfolgt die Einordnung gemäß FIS.

| Platzierung         | Distanzrennen a | Distanzrennen a | Distanzrennen a | Distanzrennen a | Distanzrennen a | Skiathlon Verfolgung | Sprint | Etappen- rennen b | Gesamt | Team   | Team    |
| Platzierung         | ≤ 5 km          | ≤ 10 km         | ≤ 15 km         | ≤ 30 km         | > 30 km         | Skiathlon Verfolgung | Sprint | Etappen- rennen b | Gesamt | Sprint | Staffel |
| ------------------- | --------------- | --------------- | --------------- | --------------- | --------------- | -------------------- | ------ | ----------------- | ------ | ------ | ------- |
| 1. Platz            |                 |                 |                 |                 |                 |                      |        |                   |        |        |         |
| 2. Platz            |                 |                 |                 |                 |                 |                      |        |                   |        |        |         |
| 3. Platz            |                 |                 |                 |                 |                 |                      |        |                   |        |        |         |
| Top 10              | 1               |                 |                 |                 |                 |                      | 2      |                   | 3      |        | 2       |
| Punkteränge         | 2               | 2               | 6               | 1               | 2               | 2                    | 13     | 1                 | 29     | 2      | 3       |
| Starts              | 3               | 4               | 11              | 2               | 4               | 13                   | 17     | 6                 | 60     | 2      | 3       |
| Stand: Karriereende |                 |                 |                 |                 |                 |                      |        |                   |        |        |         |